# Ящино
Я́щино — озеро (водохранилище) в Вышневолоцком городском округе Тверской области России, находится в 12 км к северо-востоку от Вышнего Волочка, принадлежит бассейну Мсты. Вытекает Рудневский канал, который впадает в Карповый пруд, из которого, в свою очередь, вытекает река Рудневка, впадающая в Мстинское водохранилище. Кроме того, на севере вытекает речка Бухаленка, впадающая в озеро Пудоро, на которой была устроена глухая плотина.
Площадь озера Ящино 6,9 км² (по другим данным — 6,71 км²), длина 4,09 км, ширина до 2,23 км. Высота над уровнем моря — 166,2 метра (по другим данным — 164,8 м), наибольшая глубина — 4,1 метра — у восточного и северо-восточного берега.
Озеро имеет овальную форму. Берега низменные, на севере сильно заболоченные, переходящие в верховое болото. На восточном берегу озера деревня Ящины. Происхождение озера термокарстовое.
Код водного объекта в государственном водном реестре — 01040200221402000020857.